# جيف ستريتر
جيف ستريتر (بالإنجليزية: Jeff Streeter)‏ هو سائق سيارة سباق أمريكي، ولد في 25 نوفمبر 1979 في فينتون في الولايات المتحدة.

## وصلات خارجية
- جيف ستريتر على موقع Racing-Reference.info (الإنجليزية)